# Майер (должность)
Майер (нем. Meier, Mehre, Meyer, Maier, Mäher, Mäger, Major, Meiur, Mayer, Mayr) — первоначально означал должностное лицо, служившее у дворянина или священнослужителя-землевладельца в качестве управляющего его недвижимым имуществом. Начиная с позднего Средневековья термин приобрёл значение «арендатор» или «независимый фермер».

## Название и этимология
Слово майер происходит либо от восточно-немецкого слова meierei — «молочные продукты», либо от германизированной формы латинского слова maior — «большой, главный».
Термин имеет различные региональные и временные наименования, такие как: Amtmann (Ammann), Amtsschulze, Bauernvogt (крестьянский фогт), Drost, Gutsvogt (фогт поместья), Hofbauer (придворный крестьянин), Hofschultheiß, Meiervogt (майер-фогт), Schultheiß, Vogt (фогт).
Если речь шла об управляющем монастыря, то употреблялись названия: Klostermeier, Kellerer, Pfleger, Schaffner или Stiftsamtmann.
От названия этого вида деятельности происходит фамилия Майер и различные варианты её написания.

## Социальное положение
Майер трудился на своего помещика (в Англии они назывались лендлордами), являясь главой фермы (нем. Fronhof), осуществлял надзор за крепостными крестьянами. Первоначально майеры сами были крепостными, но уже в Средние века они добились наследственных прав, а их обязанности перед феодалами были преобразованы в фиксированную ежегодную плату — таким образом майеры зачастую становились арендаторами.
Права майеров были закреплены в 1290 году. Позже[когда?], в ходе реформы аграрного законодательства, майеры получили фермы в собственность и стали представлять собой свободное крестьянство.